# 隆佩里耶
隆佩里耶（法語：Longperrier，法語發音：[lɔ̃pɛʁje] ⓘ）是法国塞纳-马恩省的一个市镇，属于莫城区。

## 地理
隆佩里耶（49°3'3"N, 2°39'52"E）面积4.63 平方千米，位于法国法蘭西島大區塞纳-马恩省，该省份为法国北部内陆省份，北起瓦兹省，西接埃松省、马恩河谷省、塞纳-圣但尼省和瓦兹河谷省，南至卢瓦雷省，东南接约讷省，东临马恩省和奥布省，东北接埃纳省。
与隆佩里耶接壤的市镇（或旧市镇、城区）包括：奥蒂斯、达马尔坦昂戈埃勒、旧穆西。

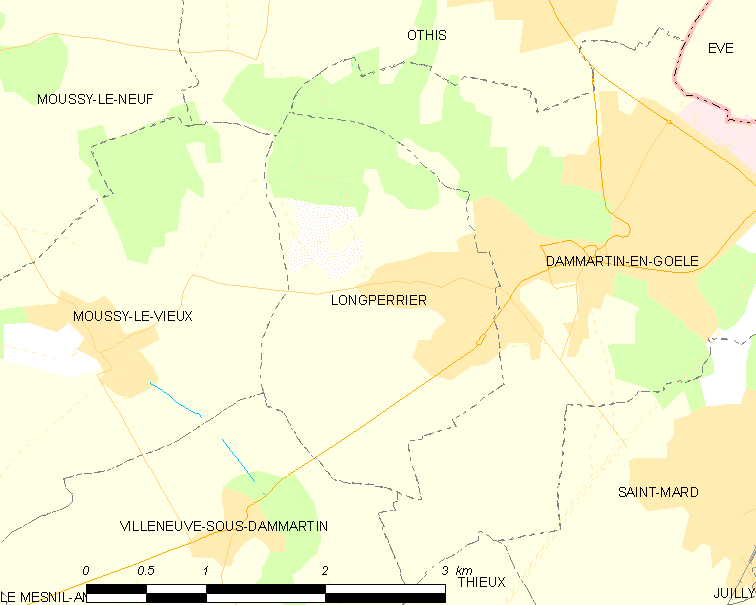
隆佩里耶的OSM定位图

隆佩里耶的时区为UTC+01:00、UTC+02:00（夏令时）。

## 行政
隆佩里耶的邮政编码为77230，INSEE市镇编码为77259。

## 政治
隆佩里耶所属的省级选区为米特里-莫里县。

## 人口

1962-2008年间隆佩里耶人口变化图示

隆佩里耶于2022年1月1日时的人口数量为2911人。